# エンリケ・カプリレス・ラドンスキー

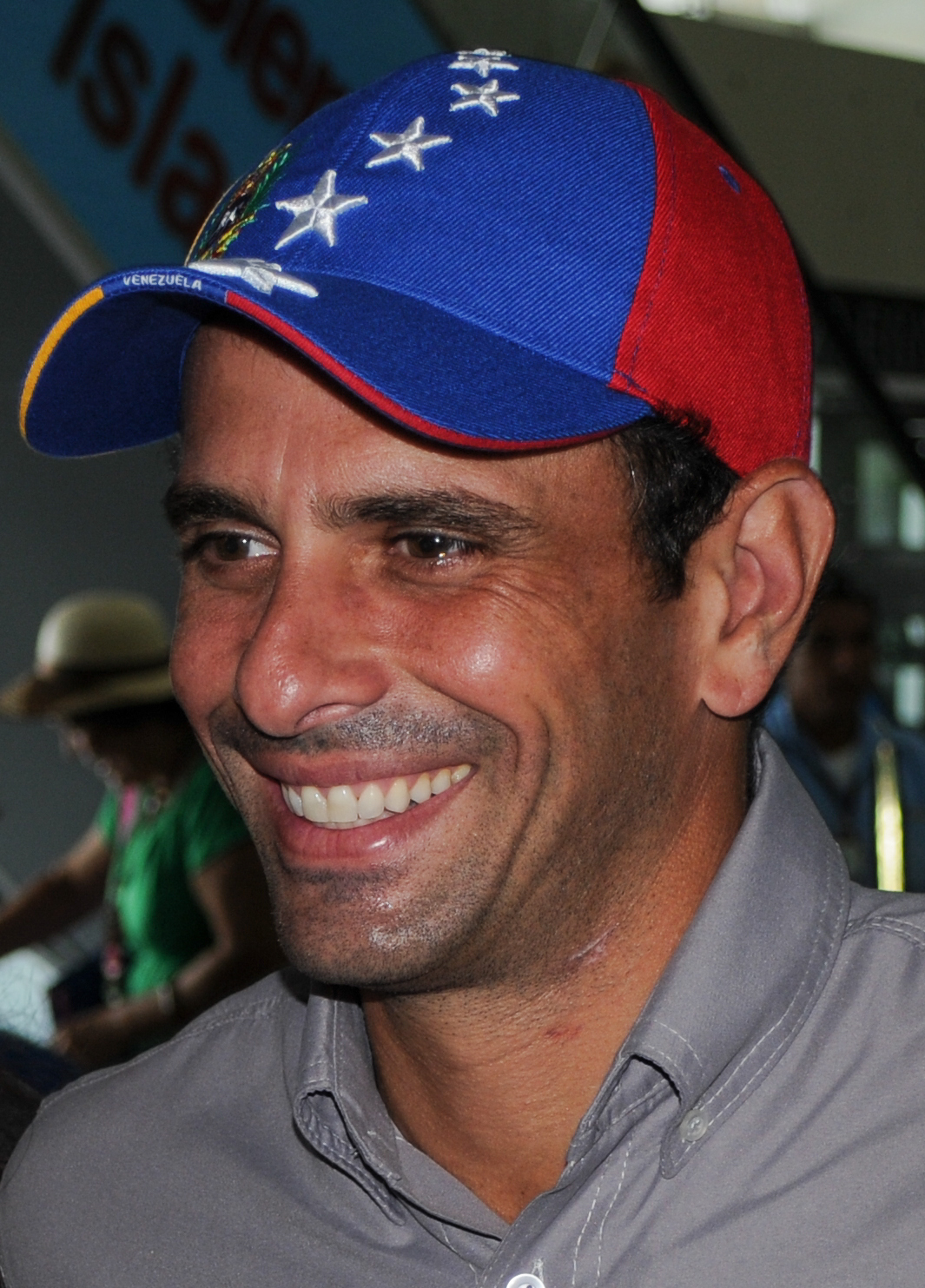
2012年

エンリケ・カプリレス・ラドンスキー（Henrique Capriles Radonski, 1972年7月11日 - ）は、ベネズエラの政治家。父方はセファルディムの先祖を持つカトリック教徒。母方はロシアおよびポーランド出身のアシュケナージで、第二次世界大戦後にベネズエラに移住してきた。彼の祖母の両親はトレブリンカ強制収容所で殺害されている。
2000～2008年、バルータ市（カラカスの一部）の市長を務める。2008年11月よりミランダ州知事。正義第一党党首である。また統一選挙連合の民主統一会議の代表を務めている。
2012年ベネズエラ大統領選挙に野党統一候補として出馬したが、現職のウゴ・チャベスに敗れた。また、翌年の2013年ベネズエラ大統領選挙にも出馬し、ニコラス・マドゥロに敗れた。